# Вестерн Юнайтед (Мельбурн)
Не варто плутати із футбольним клубом Вестерн Юнайтед (Хоніара) з Соломонових островів
«Вестерн Юнайтед» (англ. Western United FC) — австралійський футбольний клуб, який базується в західному Мельбурні. З моменту заснування у 2019 році виступає в А-лізі, вищому дивізіоні футболу Австралії.

## Історія
У серпні 2018 року Футбольна федерація Австралії оголосила про прийняття восьми фінальних заявок на входження в А-лігу на наступному етапі розширення з сезону 2019/20, серед яких була заявка Western Melbourne Group. 13 грудня 2018 року ФФА оголосила про схвалення заявок Western Melbourne Group і Macarthur South West Sydney і їх вступ в А-лігу в сезонах 2019/20 і 2020/21 відповідно.
11 січня 2019 року клуб оголосив про призначення Джона Анастасіадіса на посаду асистента головного тренера. 24 січня 2019 року Джон Гатчінсон також був призначений асистентом головного тренера.
31 січня 2019 року клуб отримав першого гравця, підписавши грецького атакуючого півзахисника Панайотіса Коне. 12 лютого 2019 року був підписаний другий гравець і перший австралієць, захисник «Соккеруз» Джошуа Рісдон.
13 лютого 2019 роки шляхом публічного голосування були обрані назва клубу — «Вестерн Юнайтед», і кольору — зелений і чорний. 8 травня 2019 року був представлений логотип «Вестерн Юнайтед». 20 травня 2019 року «Вестерн Юнайтед» оголосив про партнерство з італійським спортивним брендом Kappa. 23 травня 2019 року першим в історії клубу головним тренером «Вестерн Юнайтед» був призначений Марк Рудан. 18 червня 2019 року клуб представив свою першу форму.
«Вестерн Юнайтед» зіграв свій дебютний матч у А-лізі 13 жовтня 2019 проти «Веллінгтон Фенікс», здобувши перемогу з рахунком 1:0 завдяки голу Бесарта Беріши. У своєму дебютному сезоні, 2019/20, клуб фінішував на п'ятому місці в регулярному чемпіонаті і пробився в плей-оф, де, вибивши в чвертьфіналі «Брісбен Роар», вибув у півфіналі від «Мельбурн Сіті».

## Стадіон
Свої домашні матчі «Вестерн Юнайтед» проводить поперемінно на різних стадіонах окрім Прямокутного стадіону у Мельбурні, зокрема у Джилонзі, Баллараті та Лонсестоні.
Постійним домашнім стадіоном клубу стане «Вайндем Сіті Стедіум» в Тарнейті, будівництво якого почнеться в середині 2021 року, а відкриття приурочено до жіночого чемпіонату світу 2023 року.

## Статистика
| Дивізіон | Сезон   | A-Ліга | A-Ліга | A-Ліга | A-Ліга | A-Ліга | A-Ліга | A-Ліга | A-Ліга | A-Ліга | A-Ліга | Кубок Австралії | Найкращий бомбардир | Найкращий бомбардир |
| Дивізіон | Сезон   | І      | В      | Н      | П      | ГЗ     | ГП     | РГ     | О      | М      | Ф      | Кубок Австралії | Гравець             | Голів               |
| -------- | ------- | ------ | ------ | ------ | ------ | ------ | ------ | ------ | ------ | ------ | ------ | --------------- | ------------------- | ------------------- |
| 1        | 2019–20 | 26     | 12     | 3      | 11     | 46     | 37     | +9     | 39     | 5      | 1/2    | –               | Бесарт Беріша       | 18                  |
| 1        | 2020–21 | 26     | 8      | 4      | 14     | 30     | 47     | –17    | 28     | 10     | –      | –               | Бесарт Беріша       | 7                   |